# Erodium crispum
Erodium crispum är en näveväxtart som beskrevs av Philippe Picot de Lapeyrouse. Erodium crispum ingår i släktet skatnävor, och familjen näveväxter. Inga underarter finns listade i Catalogue of Life.